# Molitvena kniga
Molitvena kniga ali Kniga Molitvena je molitvenik v prekmurščini in drugo pomembnejše delo Mikloša Küzmiča. Med letoma 1783 in 1942 je bil večkrat ponatisnjen. Kniga molitvena je tudi pesmarica, saj je Küzmič na koncu knjige dodal nekaj cerkvenih pesmi. 

## Zgodovina
Leta 1777 je Marija Terezija ustanovila novo škofijo v Sombotelu. Prvi škof János Szily je v županiji podpiral pouk v maternem jeziku, zato je opogumljal Mikloša Küzmiča, kančevskega župnika in dekana okrogline, naj piše knjige v prekmurščini. Tudi Mihael Gaber, martjanski župnik in Küzmičev prijatelj, je podpiral tisk verskih knjig v prekmurščini.
Kniga molitvena je bila prvič izdana leta 1783 v Šopronu, tiskar je bil József Siess. Szily je kril stroške tiskanja. Prvi naslov je bil Kniga Molitvena v-steroj sze nahájajo razlocsne ponizne molitvi, z-dvojim pridavekom na haszek Szlovenszkoga naroda. Leta 1796 so izdali drugo izdajo s podobnim naslovom.
Küzmič je uporabljal hrvaške vire. Očitno je na Knigo molitveno kajkavsko vplival molitvenik Nikola Krajačevića Molitvena knyi'icza, kakor tudi na deli Szveti evangeliomi in Szvéte evangyeliome. Med drugim je Küzmič iz kajkavščine prevedel tudi Oče naš.
Od leta 1796 do 1838 so izšli trije ponatisi, od katerih se ni ohranil noben izvod.
Leta 1838 je Aloys Weitzinger, tiskar v Radgoni, izdal 5. izdajo z naslovom Kniga molitvena, v-steroj sze nahájajo razlocsne ponizne molitvi, z-dvojim pridavekom, na haszek szlovenszkoga národa na szvetloszt dána. Johann Weitzinger je v Ragdoni pripravil 6. izdajo z istim naslovom.

## Izdaje Jožefa Košiča
Jožef Košič je knjigo z nekaj spremembami leta 1858 pripravil za 11. izdajo. V 12. izdaji okoli leta 1853 je bilo tudi Košičevo delo Szveta krizsna pout (strani 341-388).

## Izdaje Jožefa Borovnjaka
Jožef Borovnjak je bil pomemben politik v Slovenski krajini v 19. stoletju.
Odgovoren je bil za 12. izdajo, ki je bila tiskana v Radgoni (tiskar je bil Johann Weitzinger) z naslovom: Kniga molitvena sztaro-szlovenszka. V-steroj sze najdejo razlocsne molitvi, litanie, szv. pesmi za vszako prilozsno potrebcsino, i szv. krizsna pot. Na haszek katolicsánskim krscsenikom. Trinajsta izdaja je izšla v Kermendinu. Ima 431 strani.
Molitvena kniga sztáro-szlovenszka puna odebránih lepih molitev, litanijah, peszem, vu vszákoj dühovnoj potrebcsini kath. kerscsenika, i križna pot. je bil naslov 14. izdaje 1868.
15. izdaja iz leta 1869 je naslovljena Kniga molitvena sztaro-szlovenszka : v steroj sze najdejo razlocsne molitvi, litanie, szv. peszmi za vszako prilozsno potrebcsino, i Szv. krizsna pot : na haszek katolicsanszkim krscsenikom. Križev pot je napisal Jakob Sabar.
Zadnja Borovnjakova izdaja je iz leta 1891: Kniga molitvena bogábojécsim düsam dána: sztáro-szlovenszka. V njej je bil Szlovenszki silabikar.

## Izdaje Jožefa Sakoviča
Jožef Sakovič je precej preuredil Küzmičeva delo. Molitvenik je dobil naslov Molitvena kniga.
Sakovič je 1907 in 1909 izdal molitvenik Molitvena kniga. Popravlena sztara szlovenszka Kniga molitvena. Leta 1914 je prepisal Molitveno knigo v gajico in približal njen jezik knjižni slovenščini.
| Stari Oče naš | Novi Oče naš |
| --- | --- |
| Ocsa nas, ki szi vu nebészaj! Szvéti sze Ime tvoje. Pridi králesztvo tvoje. Bojdi vola tvoja, kak na nébi, tak i na zemli. Krüha nasega vszakdanésnyega daj nam ga dnesz. I odpüszti nam duge nase, kak i mi odpüscsamo duzsnikom nasim. I ne vpelaj nasz vu sküsávanye. Nego odszlobodi nasz od hüdoga. Amen. | Oča naš, ki si vu nebésah, sveti se ime tvoje. Pridi kralestvo tvoje. Bojdi vola tvoja, kak na nebi tak i na zemli. Krüha našega vsakdanešnjega daj nam ga dnes. I odpüsti nam duge naše, kak i mi odpüščamo dušnikom našim. I ne vpelaj nas vu sküšavanje. Nego odslobodi nas od hüdoga. Amen. |

## Najnovejša izdaja
Leta 2013 je Bojan Zadravec izdal faksimile Knige molitvene skupaj z biblijskim prevodom Petra Kolarja, ki je Mála biblia z-kejpami.